# Aage da Dinamarca
Aage Cristóvão Alexandre Roberto (Copenhague, 10 de junho de 1887 – Taza, 29 de fevereiro de 1940), foi um Príncipe da Dinamarca e mais tarde Conde de Rosenborg. Membro da Casa de Glücksbourgo, Aege serviu durante 17 anos na Legião Estrangeira Francesa, e foi uma das figuras emblemáticas da campanha da Argélia no início do século XX.
Filho mais velho do príncipe Valdemar da Dinamarca e de sua esposa, a princesa Maria de Orléans, renunciou aos seus direitos dinásticos ao trono da Dinamarca, depois de se casar com uma nobre italiana.

## Legião Estrangeira
Em 1922, Aage recebeu permissão do rei, conforme exigido pela lei dinamarquesa,  para deixar o exército dinamarquês para se juntar à Legião Estrangeira Francesa. Após negociações entre os governos dinamarquês e francês, o príncipe Aage entrou na Legião Estrangeira com o posto de capitão.
Ele foi enviado ao Marrocos como parte do envolvimento francês na Guerra do Rif dentro de um ano de serviço. Ele recebeu o Croix de Guerre após ser baleado na perna esquerda. Durante seus dezessete anos na Legião Estrangeira, o príncipe Aage alcançou o posto de tenente-coronel e também recebeu a mais alta ordem da França, a Légion d'honneur .
Em 1927 ele publicou o livro A Royal Adventurer in the Foreign Legion em inglês sobre seu tempo na Legião Estrangeira.

## Morte
Príncipe Aage morreu de pleurisia em Taza, Marrocos, em 1940, e foi enterrado na sede da Legião Estrangeira Francesa em Sidi Bel Abbès, Argélia.
Antes da Legião Estrangeira deixar a Argélia em 1962, foi decidido que os restos mortais de três soldados selecionados deveriam ser enterrados perto da nova sede da Legião Estrangeira em Aubagne, no sul da França. Os restos mortais do Príncipe Aage foram selecionados como a representação dos oficiais estrangeiros na Legião Estrangeira. Seus restos mortais agora estão ao lado dos de Général Paul-Frédéric Rollet (conhecido como o Pai da Legião) e Légionnaire Zimmermann na cidade de Puyloubier, França.